# الغريقة (الحد)

تعديل مصدري - تعديل

الغريقة هي إحدى قرى عزلة الحد بمديرية الحد التابعة لمحافظة لحج، بلغ تعداد سكانها 534 نسمة حسب تعداد اليمن لعام 2004.